# Heinrich IV. von Heßberg
Heinrich IV. von Heßberg († 13. Juli 1207) war von 1202 bis 1207 Bischof von Würzburg.
Heinrich IV., der häufig mit dem Beinamen Caseus genannt wird, stammte aus der fränkischen Adelsfamilie von Heßberg. Der namensgebende Ort Heßberg ist in Veilsdorf im Landkreis Hildburghausen in Thüringen eingemeindet. Von 1372 bis 1376 war ein weiteres Familienmitglied, Albrecht III. von Heßberg, kurzzeitig Bischof von Würzburg.
Im Streit um den Thron im Heiligen Römischen Reich am Ende des 12. und zu Beginn des 13. Jahrhunderts war Heinrich ein Anhänger von Philipp von Schwaben. Er ist vermutlich außerhalb Würzburgs verstorben, sein Grab ist unbekannt.